# 尾花大輔
尾花 大輔（おばな だいすけ、1974年1月28日 - ）は日本のファッションデザイナー。神奈川県出身。

## 人物・来歴
学生時代はメンズファッションの専門学校に通学していたが、3ヶ月で辞める。古着屋「VOICE」で3年間ショップマネージャー、バイヤーなどの経験を積む。当時、古着の買い付けでアメリカのハリウッドに行っていたことで、ミスターハリウッドと呼ばれるようになり、自身のブランド「ミスターハリウッド」の由来となる。

2000年、 『N. HOOLYWOOD』を設立。2002年には初のコレクションを発表し、以来毎シーズン コレクションを発表。

2009年8月、MISTER HOLLYWOOD OFFICIAL ONLINE STOREをスタート。

17ssより、無印良品の「MUJI LABO」紳士ウエアデザインディレクターに就任(2024年退任)。

2019年6月1日、自らデザイン監修した東京2020オリンピック聖火リレーユニフォームを発表。